# Сыч, Юрий Петрович

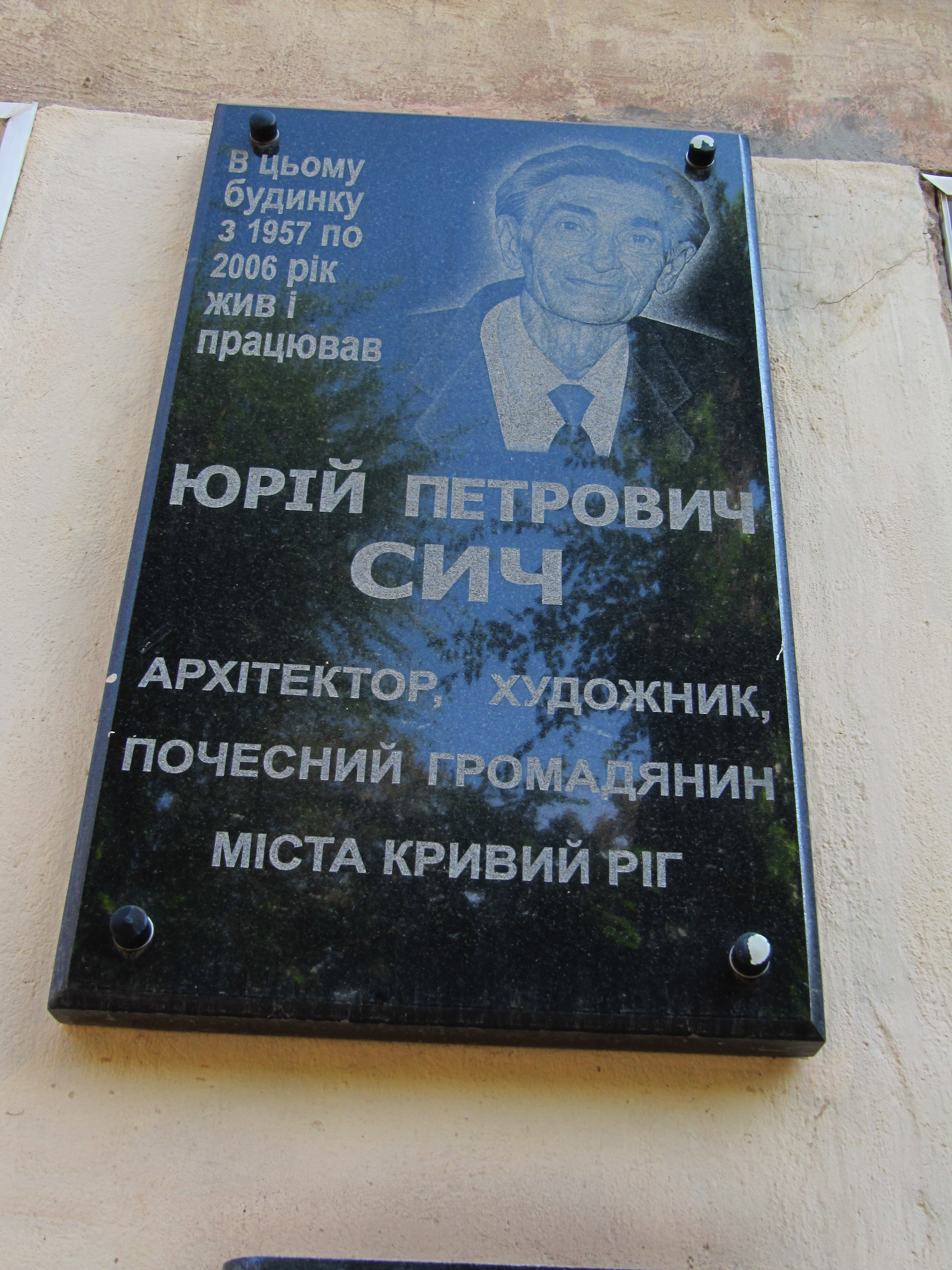
Памятная доска на Доме профессуры Кривом Роге

Сыч Юрий Петрович (25 ноября 1923, Кривой Рог, Екатеринославская губерния — 13 октября 2006, Кривой Рог, Днепропетровская область) — советский и украинский архитектор и художник, Почётный гражданин Кривого Рога (1999).

## Биография
Родился 25 ноября 1923 года в городе Кривой Рог.
Окончил криворожскую среднюю школу № 8. В начале 1950-х годов окончил Свердловский институт технического обучения по специальности архитектор.
Всю жизнь работал в Кривом Роге — в институте «Кривбасспроект» чертёжником, руководителем группы дизайнеров ВНИПИрудмаш, был главным архитектором города.
За свои разработки в технической эстетике был отмечен различными наградами, в том числе серебряной медалью ВДНХ СССР. В течение творческой жизни активно занимался архитектурным проектированием, множество зданий, сооружений, парков и скверов построено и обустроено в городе по его проектам.
Был членом Союза архитекторов СССР, потом — Союза архитекторов Украины. 
Работал в области станковой живописи, графики, акварели. Его картины хранятся в Криворожском историко-краеведческом музее, иностранных музеях и частных коллекциях. В 1978 году картина «Утро на Ингульце» была отмечена первой премией на Национальной выставке в Киеве.
Принимал участие в ветеранской организации Кривого Рога, в совете Криворожского историко-краеведческого музея. В Кривом Роге создал организацию «Старый город», для охраны памятников истории и культуры города. Жил в Доме профессуры.
Умер 13 октября 2006 года в Кривом Роге, где и похоронен.

## Награды
- Медаль «За трудовую доблесть»;
- Медаль «В ознаменование 100-летия со дня рождения Владимира Ильича Ленина»;
- Медаль «За победу над Германией в Великой Отечественной войне 1941—1945 гг.»;
- Орден Отечественной войны 2-й степени;
- Серебряная медаль ВДНХ СССР;
- Почётный гражданин Кривого Рога (31.03.1999);
- Знак «За заслуги перед городом» (Кривой Рог) 3-й степени (10.05.2000)[2].

## Память
- Именем названа улица в Кривом Роге[3];
- Памятная доска на доме № 11 по Первомайской улице в Центрально-Городском районе Кривого Рога[4];
- Планируется создание памятника известным криворожанам, в том числе Юрию Сычу[5].